# Danh sách cầu thủ tham dự giải vô địch bóng đá U-20 châu Đại Dương 2011
Giải vô địch bóng đá U-20 châu Đại Dương 2011, là giải bóng đá U-20 châu Đại Dương lần thứ 18, giải đấu tổ chức 2 năm một lần của OFC mà đội chiến thắng sẽ giành quyền tham dự Giải vô địch bóng đá U-20 thế giới, tổ chức ở New Zealand vào tháng 4 năm 2011.

## Bảng A

### Samoa thuộc Mỹ
Huấn luyện viên:  Rupeni Luvu
| Số | Vt | Cầu thủ          | Ngày sinh (tuổi)            | Số trận | Câu lạc bộ |
| -- | -- | ---------------- | --------------------------- | ------- | ---------- |
| 1  | TM | Rhine Samuelu    | 19 tháng 2, 1991 (20 tuổi)  |         |            |
| 2  | HV | Daru Taumua      | 21 tháng 11, 1991 (19 tuổi) |         |            |
| 3  | HV | Shalom Luani     | 5 tháng 8, 1994 (16 tuổi)   |         |            |
| 4  | HV | Suani Save       | 20 tháng 5, 1991 (19 tuổi)  |         |            |
| 6  | TĐ | Taalenuu Faavi   |                             |         |            |
| 7  |    | Ryan Samuelu     |                             |         |            |
| 8  |    | Ismael Herrera   |                             |         |            |
| 9  | TĐ | Ryan Petaia      |                             |         |            |
| 10 | TĐ | Chris Seui       |                             |         |            |
| 11 |    | Justine Tome     |                             |         |            |
| 12 |    | Sam Patea        |                             |         |            |
| 13 | TĐ | Roy Luani        |                             |         |            |
| 14 |    | Moe Kuresa       |                             |         |            |
| 15 |    | Vaiali'i Alatini |                             |         |            |
| 16 | HV | Lafaele Colins   |                             |         |            |
| 17 | HV | Matthew Mariota  |                             |         |            |
| 18 | HV | Lolani Faaloua   |                             |         |            |
| 19 |    | Danny Mulitalo   |                             |         |            |
| 23 | TM | Benjamin Fualaga |                             |         |            |

### Fiji
Huấn luyện viên:  Claudio Canosa
| Số | Vt | Cầu thủ                | Ngày sinh (tuổi) | Số trận | Câu lạc bộ |
| -- | -- | ---------------------- | ---------------- | ------- | ---------- |
|    |    | Akuila Mateisuva       |                  |         |            |
|    |    | Llisoni Tuinawaivuvu   |                  |         |            |
|    |    | Misaele Draunibaka     |                  |         |            |
|    |    | Apisalome Waqatabu     |                  |         |            |
|    |    | Joseph Elder           |                  |         |            |
|    |    | Malakai Rakula         |                  |         |            |
|    |    | Taione Kerevanua       |                  |         |            |
|    |    | Krishneel Krishna      |                  |         |            |
|    |    | Vilitati Ratu          |                  |         |            |
|    |    | Josua Tawake           |                  |         |            |
|    |    | Joseva Basudra         |                  |         |            |
|    |    | Noa Vukica             |                  |         |            |
|    |    | Christopher Kumar      |                  |         |            |
|    |    | Ravinesh Singh         |                  |         |            |
|    |    | Malakai Levatia        |                  |         |            |
|    |    | Jone Salauneune        |                  |         |            |
|    |    | Lliesa Lino            |                  |         |            |
|    |    | Imran Shah             |                  |         |            |
|    |    | Poasa Bainivalu        |                  |         |            |
|    |    | Filimone Boletawa      |                  |         |            |
|    |    | Epeli Loaniceva        |                  |         |            |
|    |    | Amani Valebalavu       |                  |         |            |
|    |    | Akei Uluibau           |                  |         |            |
|    |    | Abbu Zahid Shaheed     |                  |         |            |
|    |    | Serupepeli Rokovoliuto |                  |         |            |

### Papua New Guinea
Huấn luyện viên:  Max Foster
| Số | Vt | Cầu thủ         | Ngày sinh (tuổi) | Số trận | Câu lạc bộ   |
| -- | -- | --------------- | ---------------- | ------- | ------------ |
| 1  | TM | Jacob Senat     |                  |         | Petro Souths |
| 2  | HV | Japheth Tiamp   |                  |         |              |
| 3  | HV | Kadash Fapa     |                  |         |              |
| 4  | HV | Malakai Ben     |                  |         |              |
| 5  | TV | Ricksen Naleng  |                  |         |              |
| 6  |    | Brett Seriba    |                  |         |              |
| 7  | TĐ | Max Sengum      |                  |         |              |
| 8  |    | Nigel Morris    |                  |         |              |
| 9  | TĐ | Nigel Dabinyaba |                  |         |              |
| 10 | TĐ | Bruce Kusanan   |                  |         |              |
| 11 | TV | Vanya Malagian  |                  |         |              |
| 12 | HV | Tweedy Inia     |                  |         |              |
| 13 | TV | Mathew Junior   |                  |         |              |
| 14 |    | Simon Emmanuel  |                  |         |              |
| 15 | HV | Bari Turi       |                  |         |              |
| 16 | TĐ | Lap Embel       |                  |         |              |
| 17 |    | Jacob Sabua     |                  |         |              |
| 18 | TV | Alwin Komlong   |                  |         |              |
| 19 | TV | Freddy Steven   |                  |         |              |
| 20 | TM | Soma Kairi      |                  |         |              |
| 21 | HV | Mathew Bokari   |                  |         |              |
| 22 | HV | Vincent Worio   |                  |         |              |

### Vanuatu
Huấn luyện viên:  Moise Poida
| Số | Vt | Cầu thủ                | Ngày sinh (tuổi)            | Số trận | Câu lạc bộ           |
| -- | -- | ---------------------- | --------------------------- | ------- | -------------------- |
| 1  | TM | Seiloni Iaruel         | 17 tháng 4, 1995 (16 tuổi)  |         | Teaouma Academy      |
| 2  | HV | Dominique Fred         | 21 tháng 10, 1992 (18 tuổi) |         |                      |
| 3  | HV | Willy-Ola Jimmy        | 29 tháng 12, 1992 (18 tuổi) |         |                      |
| 4  | HV | Brian Kaltack          | 30 tháng 9, 1993 (17 tuổi)  |         | Waterside Karori AFC |
| 5  | TV | Simo Joseph            | 24 tháng 4, 1992 (18 tuổi)  |         |                      |
| 6  | HV | Junia Vava             | 13 tháng 9, 1993 (17 tuổi)  |         |                      |
| 7  | TV | Nemani Abraham Roquara | 17 tháng 2, 1994 (17 tuổi)  |         | Teaouma Academy      |
| 8  | HV | Johnney Tiraeng        | 13 tháng 6, 1992 (18 tuổi)  |         | Teaouma Academy      |
| 9  | TĐ | Octav Meltecoin        |                             |         | Teaouma Academy      |
| 10 | TV | Yvong Wilson           | 27 tháng 12, 1992 (18 tuổi) |         | Teaouma Academy      |
| 11 | TĐ | Jean Kaltak            | 19 tháng 8, 1994 (16 tuổi)  |         | Teaouma Academy      |
| 12 | TV | Eddison Stephen        | 2 tháng 10, 1992 (18 tuổi)  |         |                      |
| 13 | TV | Pascal Chabot          | 15 tháng 2, 1992 (19 tuổi)  |         | Teaouma Academy      |
| 14 | TV | Moses Moli-Kalontang   | 10 tháng 10, 1991 (19 tuổi) |         |                      |
| 15 | HV | Lucien Hinge           | 21 tháng 3, 1992 (19 tuổi)  |         | Teaouma Academy      |
| 16 | TM | Simon Tousi            | 9 tháng 3, 1992 (19 tuổi)   |         |                      |
| 17 | HV | Kevin Shem             | 5 tháng 12, 1993 (17 tuổi)  |         |                      |
| 18 | TĐ | Rodrick Naut           | 10 tháng 4, 1993 (18 tuổi)  |         |                      |
| 19 | TV | Didier Kalip           | 4 tháng 3, 1991 (20 tuổi)   |         |                      |
| 20 | TĐ | Silas Frank            | 5 tháng 9, 1992 (18 tuổi)   |         |                      |

## Bảng B

### Nouvelle-Calédonie
Huấn luyện viên:  Stephane Drahusak
| Số | Vt | Cầu thủ            | Ngày sinh (tuổi) | Số trận | Câu lạc bộ  |
| -- | -- | ------------------ | ---------------- | ------- | ----------- |
|    | TM | Rocky Nyikeine     |                  |         | Gaïtcha FCN |
|    |    | Kevin Takamatsu    |                  |         |             |
|    |    | Francois Issamatro |                  |         |             |
|    | TV | Jean Claude Jewine |                  |         | AS Magenta  |
|    | HV | Andre Wahnawe      |                  |         | AS Magenta  |
|    |    | Medhi Mapou        |                  |         |             |
|    | TĐ | Leopold Makalu     |                  |         | AS Magenta  |
|    |    | Ludwig Zeoula      |                  |         |             |
|    |    | Faby Demene        |                  |         |             |
|    |    | Joseph Milie       |                  |         |             |
|    |    | Patrick Qaeze      |                  |         |             |
|    |    | Robert Dokunengo   |                  |         |             |
|    |    | William Devic      |                  |         |             |
|    |    | Ijahma Wahmetrua   |                  |         |             |
|    |    | Adolphe Pearou     |                  |         |             |
|    |    | Remi Qaeze         |                  |         |             |
|    |    | Jordy Xalite       |                  |         |             |
|    |    | Pascal Kenon       |                  |         |             |
|    | HV | Nicolas Luepak     |                  |         | AS Magenta  |

### New Zealand
Huấn luyện viên:  Chris Milicich
| Số | Vt | Cầu thủ           | Ngày sinh (tuổi)           | Số trận | Câu lạc bộ                     |
| -- | -- | ----------------- | -------------------------- | ------- | ------------------------------ |
| 1  | TM | Stefan Marinovic  | 7 tháng 10, 1991 (19 tuổi) |         | SV Wehen Wiesbaden             |
| 2  | TĐ | Andrew Bevin      | 16 tháng 5, 1992 (18 tuổi) |         | Hawke's Bay United             |
| 3  | HV | Nick Branch       | 24 tháng 2, 1992 (19 tuổi) |         | Waikato FC                     |
| 4  | TĐ | Ryan Cain         | 7 tháng 12, 1992 (18 tuổi) |         | Team Wellington                |
| 5  | TV | Cory Chettleburgh | 21 tháng 8, 1991 (19 tuổi) |         | Sparta Rotterdam               |
| 6  | TV | Nikko Boxall      | 24 tháng 2, 1992 (19 tuổi) |         | Auckland City FC               |
| 7  | TV | Jamie Doris       | 3 tháng 2, 1993 (18 tuổi)  |         | Hibernian F.C.                 |
| 8  | TĐ | Ethan Galbraith   | 25 tháng 8, 1991 (19 tuổi) |         | Lower Hutt City                |
| 9  | HV | Liam Graham       | 14 tháng 8, 1992 (18 tuổi) |         | Vicenza                        |
| 10 | HV | Anthony Hobbs     | 6 tháng 4, 1991 (20 tuổi)  |         | Waitakere United               |
| 11 | TĐ | Dakota Lucas      | 26 tháng 7, 1991 (19 tuổi) |         | Waitakere United               |
| 12 | TV | Andrew Milne      | 3 tháng 1, 1992 (19 tuổi)  |         | Auckland City FC               |
| 13 | TV | Colin Murphy      | 19 tháng 3, 1991 (20 tuổi) |         | Boston College Eagles          |
| 14 | HV | James Musa        | 1 tháng 4, 1992 (19 tuổi)  |         | Wellington Phoenix             |
| 15 | TV | Marco Rojas       | 5 tháng 11, 1991 (19 tuổi) |         | Melbourne Victory              |
| 16 | HV | Luke Rowe         | 25 tháng 7, 1992 (18 tuổi) |         | Birmingham City                |
| 17 | TV | Zane Sole         | 11 tháng 1, 1992 (19 tuổi) |         | Waitakere United               |
| 18 | TV | Adam Thomas       | 1 tháng 4, 1992 (19 tuổi)  |         | Auckland City FC               |
| 19 | HV | Neko Vujevich     | 6 tháng 6, 1992 (18 tuổi)  |         | Gold Coast United              |
| 20 | TM | James McPeake     | 24 tháng 5, 1991 (19 tuổi) |         | Fairleigh Dickinson University |

### Quần đảo Solomon
Huấn luyện viên:  Noel Wgapu
| Số | Vt | Cầu thủ          | Ngày sinh (tuổi) | Số trận | Câu lạc bộ     |
| -- | -- | ---------------- | ---------------- | ------- | -------------- |
| 1  | TM | Peter Kiriau     |                  |         |                |
| 2  | HV | Ian Sida         |                  |         |                |
| 3  | HV | Freddie Kini     |                  |         | Koloale FC     |
| 4  | HV | Michael Sira     |                  |         | Marist Fire FC |
| 5  | HV | Chris Tafoa      |                  |         |                |
| 6  | HV | Michael Boso     |                  |         |                |
| 7  | TV | Toata Tigi       |                  |         |                |
| 8  | TV | Steven Saru      |                  |         | Koloale FC     |
| 9  | TĐ | Larry Sae        |                  |         |                |
| 10 | TĐ | Tutizama Tanito  |                  |         | Marist Fire FC |
| 11 | TĐ | Dennis Ifunaoa   |                  |         |                |
| 12 | TV | Leonard Rokoto   |                  |         |                |
| 13 | TV | Augustine Samani |                  |         | Koloale FC     |
| 14 | TV | Hudson Felani    |                  |         |                |
| 15 | TV | Himson Teleda    |                  |         |                |
| 16 | HV | Brian Peter      |                  |         |                |
| 17 | TV | Conley Rata      |                  |         |                |
| 18 | TĐ | Osmon Lui        |                  |         |                |
| 19 | HV | Willie Lamani    |                  |         |                |
| 20 | TM | Silas Seda       |                  |         |                |